# 羊角衣目
羊角衣目为茶渍纲的一目真菌。

## 下属分类
本属包括以下物种：
- 羊角衣科 Baeomycetaceae
- Cameroniaceae
- Trapeliaceae
- Xylographaceae